# Sipunculus
Sipunculus is een geslacht uit de stam Sipuncula (Pindawormen).
De wetenschappelijke naam Sipunculus werd in 1766 gepubliceerd door Linnaeus.

## Soorten
Het geslacht omvat de volgende soorten:
- Sipunculus (Austrosiphon) indicus Peters, 1850
- Sipunculus (Austrosiphon) mundanus Selenka & Bülow, 1883
- Sipunculus (Sipunculus) angasoides Chen, 1963
- Sipunculus (Sipunculus) lomonossovi Murina, 1968
- Sipunculus (Sipunculus) longipapillosus Murina, 1968
- Sipunculus (Sipunculus) marcusi Ditadi, 1976
- Sipunculus (Sipunculus) norvegicus Danielssen, 1869
- Sipunculus (Sipunculus) nudus Linnaeus, 1766
- Sipunculus (Sipunculus) phalloides Pallas, 1774
- Sipunculus (Sipunculus) polymyotus Fisher, 1947
- Sipunculus (Sipunculus) robustus Keferstein, 1865